# Judensand

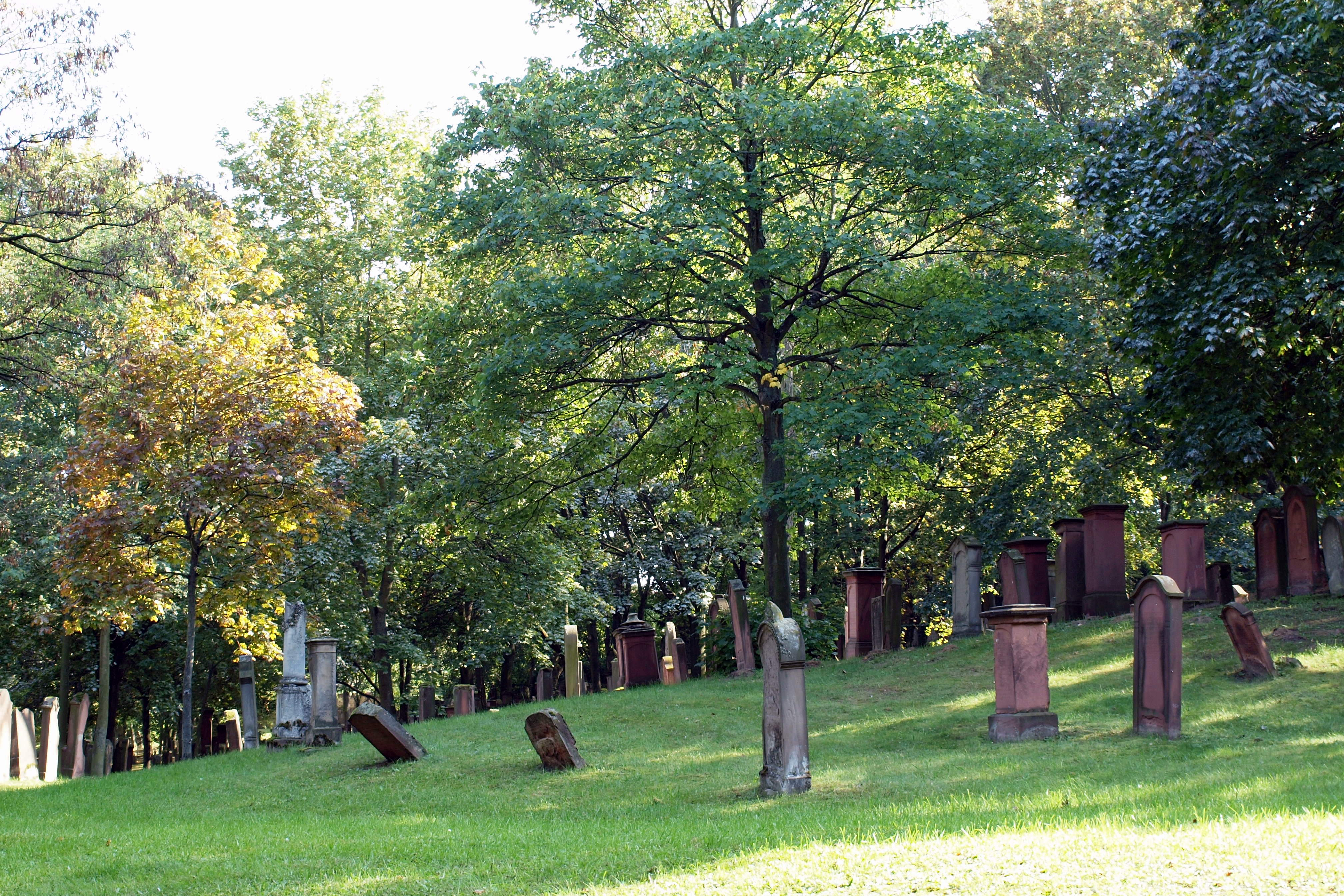
Blick von der Mombacher Straße auf den Judensand

Der Judensand (auch: Alter jüdischer Friedhof Mainz) ist die älteste bekannte Begräbnisstätte der Jüdischen Gemeinde in Magenza, dem jüdischen Mainz. Neben dem Heiligen Sand in Worms gilt er als ältester jüdischer Friedhof Europas. Seit dem 27. Juli 2021 gehört er als Teil der jüdischen Kulturstätten der so genannten SchUM-Städte Speyer, Worms und Mainz zum UNESCO-Weltkulturerbe.

## Mittelalter
Der Erwerb des Grundstücks ist nicht belegt, nach einer ungesicherten Überlieferung wurde aber bereits im Jahr 1012 ein Grundstück zur Anlage eines Friedhofs von einem Mar Samuel und seiner Frau Rahel erworben. Die Bezeichnung „Judensand“ steht aller Wahrscheinlichkeit nach in Zusammenhang mit der landwirtschaftlich ungünstigen Bodenstruktur des Geländes, das deshalb günstig zu erwerben war. Er lag vor der damaligen Stadtmauer, vor dem Münstertor, im heutigen Stadtteil Hartenberg-Münchfeld an der Mombacher Straße.
Die älteste erhaltene Erwähnung als „Judensand“ stammt von 1286. 1397 ist er als „Judenkirchhof“ erwähnt. Grundlegende Formen der aschkenasischen Grabgestaltung (Jüdische Bestattung) stammen aus Mainz und wurden für das mitteleuropäische Judentum maßgebend.
Vom 11. bis 15. Jahrhundert waren die Juden von Mainz mehreren Verfolgungen und Vertreibungen ausgesetzt, was dazu führte, dass der Friedhof zeitweise nicht mehr genutzt werden konnte. Steine wurden abgeräumt und als Baumaterial verwendet. Jedoch kehrten Juden stets nach Magenza zurück und belebten die Jüdische Gemeinde neu. 1438 wurden die Juden unter Albrecht II durch den Rat der Stadt endgültig aus Mainz vertrieben. Danach existierte zwar die Jüdische Gemeinde nicht mehr, jedoch wurde der Friedhof für Beerdigungen von Juden aus Orten in der Umgebung genutzt.
Der Großteil des Friedhofareals allerdings wurde Ende des 15. Jahrhunderts geräumt und einer anderen Nutzung zugeführt. Die Grabsteine wurden als Baumaterial für Straßen, Brücken und Gebäude in der ganzen Stadt genutzt, ein Teil des Friedhofsgeländes wurde von der Stadt als Weinberg verpachtet. Unterirdische Grabstätten und bereits versunkene Grabsteine blieben jedoch erhalten. Der sandige Untergrund des Gräberfeldes und wohl auch mutwillige Zerstörungen führten dazu, dass sich aus der Zeit bis zum Ende des 17. Jahrhunderts, in der sich niemand um die Instandhaltung kümmerte, keine Grabsteine in situ erhalten haben.

## Neuzeit
Im 17. Jahrhundert konstituierte sich langsam wieder eine jüdische Gemeinde in Mainz. Ab 1700 wurde der verbliebene Teil des Judensandes wieder belegt. Es handelt sich um das heute an der Mombacher Straße gelegene, untere Gräberfeld. Dieser Bereich wurde bis 1888 belegt. Er umfasst eine Fläche von 1,85 ha und war bis 1813 mit einem Zaun umgeben. Bei einer Bestandsaufnahme im Jahr 1937 wurden etwa 1.500 Grabsteine von ca. 1700 bis 1888 gezählt.
1862 erwarb die Jüdische Gemeinde ein Grundstück zurück, das sich ebenfalls auf dem ursprünglichen mittelalterlichen Gelände befand und zukünftig als Erweiterungsfläche für das bereits stark belegte Gräberfeld dienen sollte. Dazu kam es jedoch nicht, da Ende des 19. Jahrhunderts ein neuer jüdischer Friedhof auf dem Zentralfriedhof an der Unteren Zahlbacher Straße eingerichtet wurde.
Wiederholt wurden bei Bauarbeiten im Stadtgebiet oder bei Grabungen und Baumaßnahmen auf dem weiteren Gelände des einstigen Friedhofs mittelalterliche Grabsteine aufgefunden. Der älteste erhaltene Grabstein – er befindet sich im Landesmuseum Mainz – stammt aus dem Jahre 1049 und erinnert an Jehuda ben Schne‘or.

## Denkmalfriedhof
Etwa hundert der als Baumaterial benutzten historischen Steine konnten im 19. und beginnenden 20. Jahrhundert auch bei Bauarbeiten zur Rheinbegradigung und zur Entfestigung der Stadt freigelegt und geborgen werden.
1926 wurde mit den Fundstücken auf Betreiben der Rabbiner Sali Levi und Siegmund Salfeld auf dem Erweiterungsgrundstück und damit auch auf dem Areal des mittelalterlichen Friedhofes ein Denkmalfriedhof angelegt. Zum Zeichen, dass es sich nicht um ein in situ erhaltenes Gräberfeld handelt, wurden die Grabsteine nicht nach Osten ausgerichtet, wie es sonst auf jüdischen Friedhöfen üblich ist. Die Grab- und Memorsteine wurden entlang eines didaktischen Pfades errichtet, der den Besuchern die sich über Jahrhunderte verändernde, jüdische Grabkultur näher bringen sollte. Es handelte sich um rund 210 Grabsteine, jedoch wurden durch Absacken des Geländes und die Witterung einige Steine verschüttet, sodass mit Stand 2017 noch etwa 170 Steine zu sehen sind. Auf dem Gelände befinden sich auch ein Memorstein für Gershom ben Jehuda und der Grabstein von Jakob ben Jakar, einem Lehrer Raschis. Insgesamt sind acht Grabsteine mit Inschriften aus dem 11. Jahrhundert erkennbar. Sie gehören somit zu den ältesten erhaltenen, sozusagen steinernen Dokumenten der Mainzer jüdischen Gemeinde.
Dieser Denkmalfriedhof ist einzigartig in der Welt. Seine Grabsteine zählen nicht nur zu den ältesten Grabsteinen Europas, sondern enthalten auch wichtige Informationen zum Leben dieser frühen jüdischen Gemeinde und zeugen von ihrer jahrhundertealten Verortung und Verwurzelung in Deutschland.

## Gegenwart
Im August 2007 wurde auf einem an den Denkmalfriedhof angrenzenden Grundstück die ehemalige Landwirtschaftsschule abgerissen. Diese war Anfang der 1950er Jahre errichtet worden. Bereits damals hatte man bei den Bauarbeiten mittelalterliche Grabsteine gefunden, dokumentiert und in situ belassen. Nach ihrem Abriss 2007 sollten auf dem rund 9000 Quadratmeter großen Gelände Stadtvillen mit unverbaubarem Blick entstehen. Nach dem erneuten Fund der Gräber wurde ein Baustopp verhängt und die Steine von Archäologen und zunächst einheimischen Vertretern der jüdischen Gemeinde untersucht. Da jüdische Friedhöfe, der Halacha gemäß, der ewigen Ruhe unterliegen und damit Gräber auch Jahrhunderte später nicht verändert werden dürfen, entschieden die Stadt Mainz, die Jüdische Gemeinde Mainz sowie die Orthodoxe Rabbinerkonferenz in Deutschland, dass von dem Bauvorhaben Abstand genommen werde und das Grundstück als Teil des Alten jüdischen Friedhofes behandelt wird.
Seit 2004 bemühten sich Kommunal- und Landespolitiker um die Aufnahme des Kulturerbes der SchUM-Städte um die Aufnahme in die Liste des UNESCO-Welterbes. Zu diesen Kulturstätten gehört auch der Mainzer Judensand. Am 27. Juli 2021 erfolgte schließlich die Aufnahme in die Liste der Welterbestätten.